# Jeremy Bragg

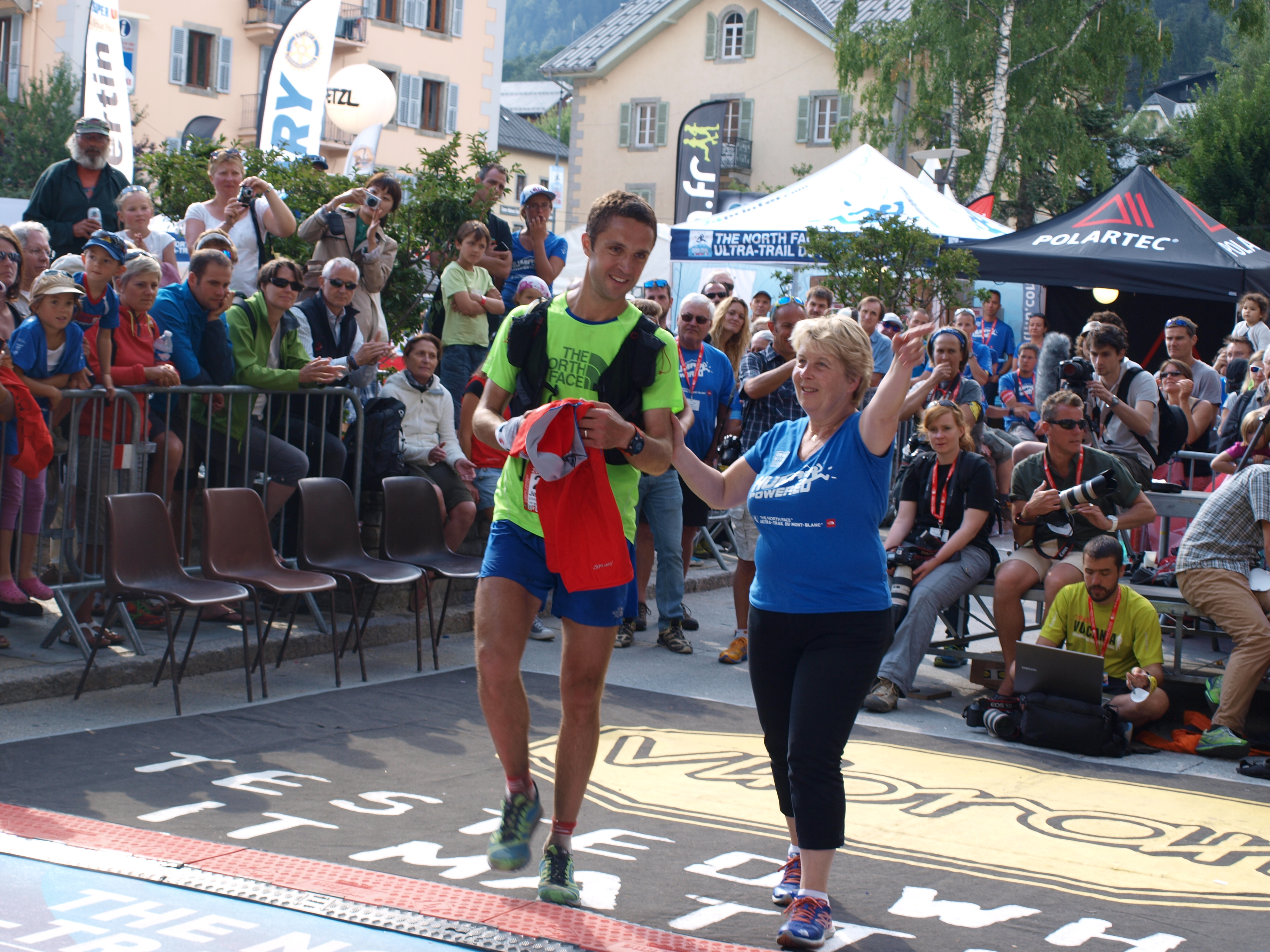
Jeremy Bragg

Jeremy „Jez“ Bragg (* 13. April 1981) ist ein britischer Ultramarathonläufer.
2001 lief er seinen ersten Halbmarathon, 2002 seinen ersten Marathon. 2004 siegte er beim Marathon of Britain, einem Etappenlauf über ca. 280 km über sechs Tage.
2006 stellte er beim West Highland Way Race, einem 153-km-Rennen auf dem West Highland Way, mit 15:44:50 h den aktuellen Streckenrekord auf. Im Jahr darauf wurde er Zehnter beim Swiss Alpine Marathon und belegte bei der im Rahmen des Run Winschoten ausgetragenen 100-km-Weltmeisterschaft den 18. Platz. 2009 wurde er britischer Meister im 100-km-Straßenlauf mit seiner persönlichen Bestzeit von 6:58:00 h und, für England startend, Commonwealth-Meister über dieselbe Distanz. Außerdem wurde er in diesem Jahr Dritter beim Western States Endurance Run.
2010 siegte er beim Ultra-Trail du Mont-Blanc.
Jeremy Bragg lebt in Warwick und startet für den Road Runners Club sowie das Team von The North Face.